# Saccharum brevibarbe
Saccharum brevibarbe är en gräsart som först beskrevs av André Michaux, och fick sitt nu gällande namn av Christiaan Hendrik Persoon. Saccharum brevibarbe ingår i släktet Saccharum och familjen gräs. Inga underarter finns listade i Catalogue of Life.